# Em
Az em (más néven: kvirt) tipográfiai mértékegység, mely eredetileg az adott betűtípus nagybetűs „M” szélességéhez igazodott. Az em relatív mértékegység, az alkalmazott betűmérethez igazodik, annak magasságával egyezik meg. Például 1 em egy 16 pont magasságú typeface-ben 16 pont széles. Durva értelmezés szerint a digitális betűtípusoknál a cap height magassága az em hosszának 70%-a, az x-magasság pedig az em hosszának 48%-a.

## Származtatott kifejezések
Az em szóköz egy em szélességű szóköz. HTML entitása: &emsp; , decimális kódja: &#8195;.

Az em kötőjel (em dash) egy em szélességű kötőjel. HTML entitása: &mdash;.
Az emből származtatott az en szélesség is, amely pontosan fél em.